# Nagroda Onisaburo Deguchi
Nagroda Onisaburo Deguchi (esperanto: Premio Onisaburo Deguchi lub Premio Deguĉi)  – nagroda pieniężna przyznawana przez Universala Esperanto-Asocio (UEA) wyróżniającym się projektom i działaniom w dziedzinie używania esperanta na rzecz światowego pokoju i dobrostanu ludzi, zgodnie z ideałami Ludwika Zamenhofa, naukami Onisaburo Deguchi i statutem UEA, który wśród swoich celów działania wymienia (art. 3ĉ) kreskigi inter siaj membroj fortikan senton de solidareco kaj disvolvi ĉe ili la komprenon kaj estimon por aliaj popoloj (tłum.: zwiększanie poczucia solidarności pomiędzy członkami [UEA] i rozwijanie wśród nich zrozumienia i szacunku dla innych narodów). Nagroda może być przyznana osobom lub organizacjom.

## Historia
Nagrodę Onisaburo Deguchi ustanowiono w 1987, z okazji 100-lecia języka esperanto. Jej nazwa upamiętnia Japończyka Onisaburo Deguchi, współzałożyciela ruchu Oomoto, który w 1923 wprowadził do swojej działalności esperanto, jako środek do międzynarodowej komunikacji i narzędzie rozpowszechniania idei pokoju na świecie.  Nagroda ma na celu uhonorować osoby lub organizacje, które najbardziej przyczyniają się do realizacji podstawowych celów UEA zgodnie z ideami Ludwika Zamenhofa i Onisaburo Deguchi. Nagroda składa się z dyplomu i premii pieniężnej.
Na nagrodę ustanowiony został fundusz prowadzony przez Esperanto-Propaganda Asocio de Oomoto (EPA), organizację oficjalnie współpracującą z UEA. Na podstawie zawartego porozumienia EPA opiekuje się funduszem, z którego co roku przekazuje UEA pieniądze na nagrodę. Za przyznanie nagrody odpowiada zarząd UEA zgodnie z przyjętym regulaminem.
Zgodnie z regulaminem zarząd UEA sam przydziela nagrodę albo powołuje w tym celu komisję, która, podobnie jak zarząd, powinna mieć możliwie szeroki międzynarodowy charakter (dotyczy narodowości członków komisji). Zasady i kryteria przyznania nagrody określa zarząd. Publikowane są one w czasopiśmie Esperanto. W tym samym czasopiśmie publikowane są również wyniki obrad komisji. Nagroda jest wręczana publicznie podczas obrad Światowego Kongresu Esperanto. Nagrodę może otrzymać pojedynczy projekt, osoba lub organizacja, może być ona również podzielona pomiędzy kilku laureatów. Zdobywcy nagrody przedstawiają UEA raporty ze swojej dalszej działalności, chociaż wykorzystanie otrzymanych pieniędzy na działalność esperancką nie jest wymagane i zależy tylko i wyłącznie od woli laureata. 
Nagroda przyznawana była nieprzerwanie od 1987 do 2006, a następnie od 2008 do 2019 (w roku 2007 nagrody  nie przyznano). Do 2019 nagroda wynosiła co roku 2000 euro. Od 2020, zgodnie z nowym porozumieniem między EPA kaj UEA sumę tę zredukowano do 1000 euro. Z powodu pandemii COVID-19 oraz związanej z nią rezygnacją z organizacji 105. Światowego Kongresu Esperanto, zarząd UEA nie przyznał nagrody w 2020.

## Laureaci
- 1987: Hans Bakker  (Holandia) za swoją działalność na rzecz esperanto w Afryce
- 1988: Ralph Harry (Australia)
- 1989: Internacia Kultura Servo (Chorwacja)
- 1990: Jacques Tuinder (Holandia) za projekt Agado E3.
- 1991: Sylla Chaves (Brazylia)
- 1992: Bruno Vogelmann (Niemcy)
- 1993: Esperancka Redakcja Polskiego Radia
- 1994: Claude Piron (Szwajcaria)
- 1995: William Auld (Wielka Brytania)
- 1996: Dimitar Terziev (Bułgaria) za prowadzenie Międzynarodowego Chóru (Internacia Koruso)
- 1997: Kastelo Grezijono (franc. Château de Grésillon) - centrum kultury francuskich esperantystów
- 1998: Helga Farukuoye (Austria) za pomoc esperantystom z Nigerii
- 1999: Heinz Schindler (Niemcy)
- 2000: Rob Moerbeek (Holandia) za długoletnią działalność na rzecz esperantystów z Trzeciego Świata i niepełnosprawnych (szczególnie niewidomych) esperantystów
- 2001: Koresponda Servo Mondskala
- 2002: podzielona pomiędzy Ma Young-tae kaj LEE Jung-kee (Korea Południowa)
- 2003: podzielona pomiędzy Don Harlow (Stany Zjednoczone) kaj Franciska Reisel (Niemcy)[3]
- 2004: Marjorie Boulton (Wielka Brytania)
- 2005: Monato (gazeta)
- 2006: Simo Milojeviĉ (Holandia)[4]
- 2007: nie przyznano
- 2008 Renato Corsetti (Włochy)[5]
- 2009: wytwórnia muzyczna Vinilkosmo[6]
- 2010: Philippe Chavignon (Francja) za długoletnią esperancką działalność w wielu krajach Afryki i Ameryki Łacińskiej[7]
- 2011: Hori Jasuo (Japonia) za swoją długoletnią działalność na rzecz propagowania japońskiej kultury w świecie, w tym za serię książek Raportoj el Japanio[8]
- 2012: Ursula kaj Giuseppe Grattapaglia[9]
- 2013: Lernu.net[10]
- 2014: Stano Marček (Słowacja)[11]
- 2015: Éva Farkas-Tatár Węgry)[12]
- 2016: Mireille Grosjean (Francja)[13]
- 2017: Komuna Seminario
- 2018: Katalin Kováts (Węgry)[14]
- 2019: Heidi Goes (Belgia)[15]